# Truncus coeliacus
De truncus coeliacus of ingewandsslagader is een korte dikke slagader van ongeveer 1,25 cm lang. Hij ontstaat uit de aorta abdominalis, niet ver onder het middenrif en loopt vrijwel horizontaal. Er ontstaan drie grote vertakkingen, namelijk de arteria hepatica, arteria gastrica sinistra en arteria lienalis.
De vertakkingen voorzien de lever, maag, milt en de bovenste helft van zowel het pancreas als het duodenum van zuurstofrijk bloed.